# Stora Svarttjärnen, Filipstads kommun
Stora Svarttjärnen är en sjö i Filipstads kommun, som ingår i Göta älvs huvudavrinningsområde. Sjön har en area på 0,129 kvadratkilometer och ligger 320,6 meter över havet. Sjön avvattnas av vattendraget Höksjöälven.

## Delavrinningsområde
Stora Svarttjärnen ingår i det delavrinningsområde (667320-140432) som SMHI kallar för Inloppet i Norra Höksjön. Medelhöjden är 358 meter över havet och ytan är 5,98 kvadratkilometer. Det finns inga avrinningsområden uppströms utan avrinningsområdet är högsta punkten. Höksjöälven som avvattnar avrinningsområdet har biflödesordning 3, vilket innebär att vattnet flödar genom totalt 3 vattendrag innan det når havet efter 415 kilometer. Avrinningsområdet består mestadels av skog (84 procent). Avrinningsområdet har 0,13 kvadratkilometer vattenytor vilket ger det en sjöprocent på 2,2 procent.